# 2018년 아티키 산불
2018년 아티키 산불은 2018년 7월 그리스 아티키 주 해안 지역에서 발생한 산불이다. 7월 24일 기준으로 최소 76명이 사망하였고, 164명의 성인과 23명의 어린이들이 병원에 입원하였으며, 이 중 11명은 위독한 상태이다. 이 산불은 84명이 사망했던 2007년 그리스 산불 이후 그리스에서 발생한 최악의 자연재해이다.

## 같이 보기
- 2007년 그리스 산불
- 2009년 그리스 산불